# Nationalpark Mu Ko Ang Thong
Der Nationalpark Mu Ko Ang Thong (Thai อุทยานแห่งชาติหมู่เกาะอ่างทอง, RTGS: uthayan haeng chat mu ko ang thong, englisch: Mu Ko Ang Thong National Park) ist ein Nationalpark in Thailand, der eine Gruppe von 42 Inseln im Golf von Thailand umfasst.
Die Inseln von Ang Thong sind Teil des zur Provinz Surat Thani gehörenden Samui Archipels (Muu Ko Samui) und liegen wenige Kilometer westlich der Hauptinseln Ko Samui und Ko Pha-ngan.
Der am 12. November 1980 gegründete Nationalpark umfasst rund 102 km², wovon 18 km² Landfläche sind. Die Inseln, die sich bis zu 400 Meter aus dem in diesem Gebiet durchschnittlich nur zehn Meter tiefen Meer erheben, bestehen aus Kalkstein.